# Televisivamente
Televisivamente es el primer álbum de estudio de la banda argentina Lourdes; fue lanzado en 2004 en Argentina

## Lista de canciones
1. "Televisivamente" (Lourdes Fernández, Cano, Casale) – 2:53
2. "Super Amor (Caqui)" (Lourdes Fernández) – 3:25
3. "Hi Hi Hit (Cenizas en el mar)" (Lourdes Fernández) – 2:57
4. "Buscando un amor" (Lourdes Fernández, Cano, Casale) – 2:51
5. "Para mi" (Lourdes Fernández, Cano, Casale) – 3:11
6. "Hoy (Lo'v)" (Lourdes Fernández, Cano, Casale) – 4:20
7. "Tengo que volver (Pornochow)" (Lourdes Fernández, Cano, Casale) – 2:52
8. "Si tu supieras" (Lourdes Fernández, Cano, Casale) – 3:13
9. "Más allá (Tip)" (Lourdes Fernández, Cano, Casale) – 2:20
10. "Yo lo quiero" (Lourdes Fernández, Cano, Casale) - 3:43
11. "Nada más (Vocecita)" (Lourdes Fernández, Cano, Casale) - 3:25
12. "Demasiado" (Lourdes Fernández, Cano, Casale) – 4:10

## Sencillos
- Televisivamente (2004)
- Tengo que volver (2005)
- Hi Hi Hit (Cenizas en el mar) (2005)

## Video Clips
- Televisivamente (2004)
- Tengo que volver (2005)
- Hi Hi Hit (Cenizas en el mar) (2005)

- Datos: Q6140696